# Präsidentschaftswahl in Finnland 1919

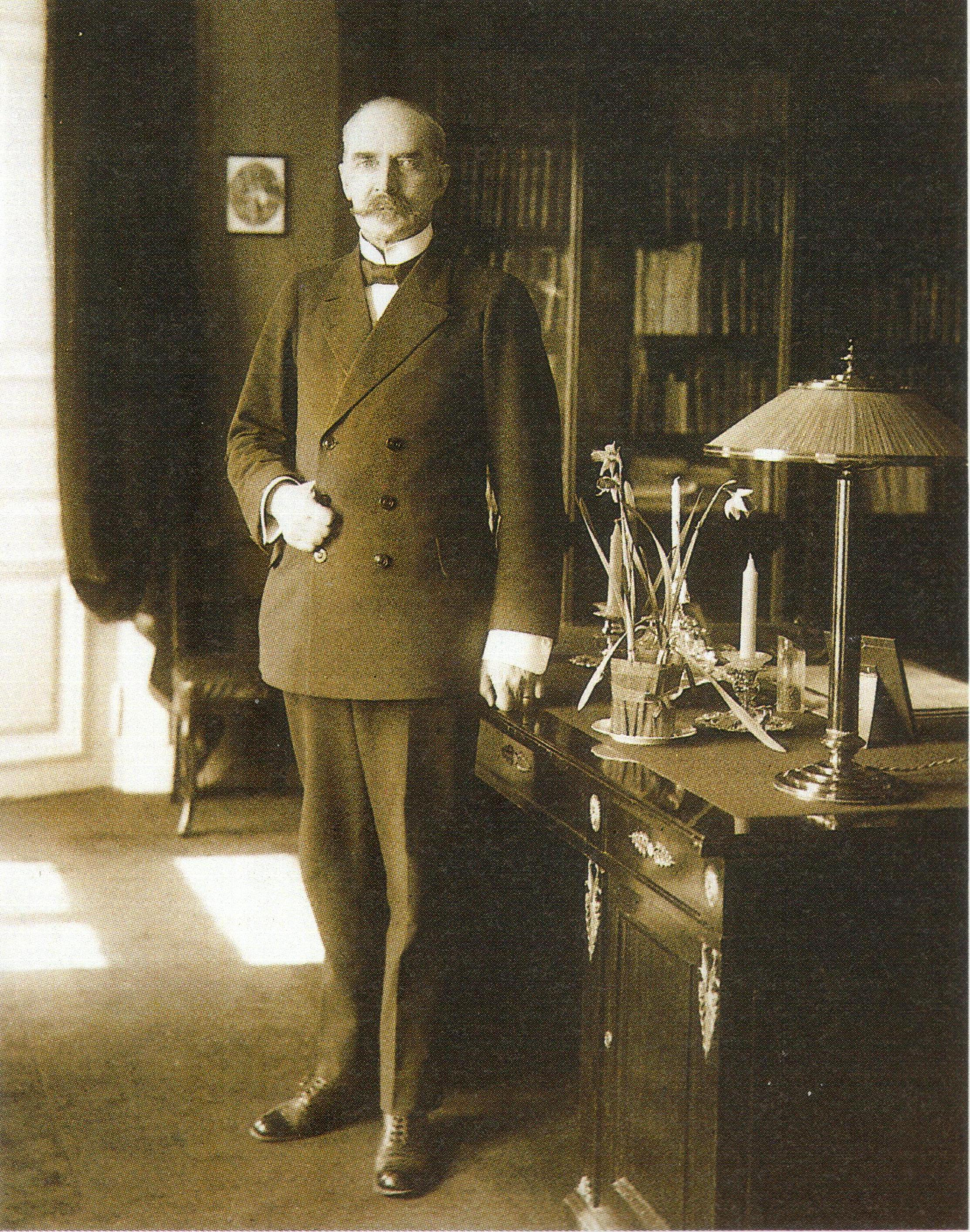
Präsident K.J. Ståhlberg in seinem Arbeitszimmer

Die Präsidentschaftswahl in Finnland 1919 war die erste Wahl um das Präsidentenamt in Finnland.
Im Gegensatz zu späteren Wahlen wurde 1919 der Präsident vom Parlament gewählt. Kaarlo Juho Ståhlberg, Mitglied der Nationalen Fortschrittspartei, erhielt im ersten Wahlgang die absolute Mehrheit. Ståhlberg wurde dabei auch vom Landbund und den Sozialdemokraten unterstützt, die eine Wahl des von den Konservativen unterstützten Carl Gustaf Emil Mannerheim verhindern wollten.

## Wahlergebnis
| Nationale Fortschrittspartei Kansallinen Edistyspuolue Framstegspartiet                                                                                | Kaarlo Juho Ståhlberg       | 143 |
| Nationale Sammlungspartei Kansallinen Kokoomuspuolue Samlingspartiet Schwedische Volkspartei Ruotsalainen kansanpuolue (RKP) Svenska Folkpartiet (SFP) | Carl Gustaf Emil Mannerheim | 50  |
| Landbund Maalaisliitto (ML) Agrarförbundet | Lauri Kristian Relander     | 1   |
| Sozialdemokratische Partei Finnlands Suomen Sosialidemokraattinen Puolue (SDP) Finlands Socialdemokratiska Parti                                       | Väinö Tanner                | 1   |